# Powszechne kapłaństwo wszystkich wierzących
Powszechne kapłaństwo wszystkich wierzących (względnie: powszechne kapłaństwo chrześcijan lub kapłaństwo wszystkich ochrzczonych) jest doktryną znaną we wszystkich nurtach chrześcijaństwa, szczególnie akcentowaną w protestantyzmie.

## Protestantyzm
Nauka o powszechnym kapłaństwie stanowiła jedną z podstawowych doktryn Reformacji. Oparta jest na Nowym Testamencie i zakłada, iż każdy chrześcijanin ma bezpośredni przystęp do Boga przez pośrednictwo Boga-człowieka Jezusa Chrystusa (solus Christus), bez konieczności istnienia kapłanów-pośredników. Stąd w protestantyzmie rola duchownego (pastora) ogranicza się do zwiastowania Słowa Bożego (kaznodziejstwa), sprawowania sakramentów i duchowej opieki nad zborem (duszpasterstwa). Nie obejmuje zaś szczególnego kapłaństwa między zborem a Bogiem. Wynika to z faktu, iż według założeń doktryny powszechnego kapłaństwa wszystkich wierzących nie istnieje taka potrzeba, gdyż każdy, kto staje się członkiem Kościoła chrześcijańskiego, automatycznie otrzymuje święcenia kapłańskie:

Ale wy jesteście rodem wybranym, królewskim kapłaństwem, narodem świętym, ludem nabytym, abyście rozgłaszali cnoty tego, który was powołał z ciemności do cudownej swojej światłości.

Doktryna o powszechnym kapłaństwie wszystkich wierzących zrodziła się w protestanckim ruchu reformacyjnym już u jego początków. Marcin Luter nauczał, że każdy chrześcijanin jest kapłanem i wszyscy kapłani są względem siebie równi. Hierarchia duchownych, według Lutra, istnieje wyłącznie na płaszczyźnie administracyjnej i duszpasterskiej, jednakże wszyscy chrześcijanie, zarówno duchowni jak i świeccy, pozostają względem siebie równi pod względem otrzymanych święceń kapłańskich.
W kolejnych wiekach tej ważnej dla całego protestantyzmu zasadzie wiary szczególną uwagę poświęcili baptyści, metodyści i bracia plymuccy, ci ostatni rezygnując z duchowieństwa w ogóle.

## Katolicyzm
Kościół katolicki rozróżnia powszechne kapłaństwo wiernych, włączonych do wspólnoty kościoła poprzez chrzest i bierzmowanie oraz kapłaństwo urzędowe (ministerialne), które udziela świętej władzy w służbie wiernym.

KKK 1546: Chrystus, Arcykapłan i jedyny Pośrednik, uczynił Kościół "królestwem – kapłanami dla Boga i Ojca swojego" (Ap 1, 6) (Por. Ap 5, 9-10; 1 P 2, 5. 9). Cała wspólnota wierzących jako taka jest kapłańska. Wierni wykonują swoje kapłaństwo, wynikające ze chrztu, przez udział w posłaniu Chrystusa Kapłana, Proroka i Króla, każdy zgodnie z własnym powołaniem. Przez sakramenty chrztu i bierzmowania wierni "poświęcani są... jako... święte kapłaństwo" (Sobór Watykański II, konst. Lumen gentium, 10).
KKK 1591: Cały Kościół jest ludem kapłańskim. Przez chrzest wszyscy wierni uczestniczą w kapłaństwie Chrystusa. Uczestnictwo to jest nazywane "wspólnym kapłaństwem wiernych". U jego podstaw i dla służenia mu istnieje inne uczestnictwo w posłaniu Chrystusa, przekazywane przez sakrament święceń, którego misją jest pełnienie służby we wspólnocie, w imieniu i w osobie Chrystusa-Głowy.
KKK 1592: Kapłaństwo urzędowe różni się istotowo od wspólnego kapłaństwa wiernych, ponieważ udziela świętej władzy w służbie wiernym. Pełniący urząd święceń wykonują swoją posługę wobec Ludu Bożego przez nauczanie (munus docenti), kult Boży (munus liturgicum) i rządy pasterskie (munus regendi).